# Eliminatoria a la Eurocopa Sub-16 2001
La Eliminatoria a la Eurocopa Sub-16 2001 contó con la participación de 50 selecciones infantiles de Europa para definir a los 15 clasificados a la fase final del torneo a celebrarse en Inglaterra junto al país anfitrión.

## Grupo 1
Los partidos se jugaron en Luxemburgo del 26 de febrero al 2 de marzo de 2001.
| País          | J | G | E | P | GF | GC | Pts |
| ------------- | - | - | - | - | -- | -- | --- |
| Francia       | 3 | 3 | 0 | 0 | 21 | 0  | 9   |
| Luxemburgo    | 3 | 1 | 1 | 1 | 5  | 4  | 4   |
| Liechtenstein | 3 | 0 | 2 | 1 | 2  | 10 | 2   |
| Andorra       | 3 | 0 | 1 | 2 | 1  | 15 | 1   |

| Equipo 1      | Resultado | Equipo 2      |
| ------------- | --------- | ------------- |
| Andorra       | 0-4       | Luxemburgo    |
| Francia       | 8-0       | Liechtenstein |
| Andorra       | 0-10      | Francia       |
| Liechtenstein | 1-1       | Luxemburgo    |
| Luxemburgo    | 0-3       | Francia       |
| Liechtenstein | 1-1       | Andorra       |

## Grupo 2
| País       | J | G | E | P | GF | GC | Pts |
| ---------- | - | - | - | - | -- | -- | --- |
| Suiza      | 6 | 4 | 2 | 0 | 14 | 4  | 14  |
| Austria    | 6 | 3 | 2 | 1 | 12 | 7  | 11  |
| Eslovaquia | 6 | 3 | 0 | 3 | 8  | 9  | 9   |
| Chipre     | 6 | 0 | 0 | 6 | 4  | 18 | 0   |

| Equipo 1   | Agr. | Equipo 2   | Ida | Vuelta |
| ---------- | ---- | ---------- | --- | ------ |
| Suiza      | 2-2  | Eslovaquia | 2-0 | 0-2    |
| Austria    | 6-1  | Chipre     | 4-1 | 2-0    |
| Eslovaquia | 3-3  | Austria    | 0-2 | 3-1    |
| Chipre     | 1-7  | Suiza      | 0-3 | 1-4    |
| Eslovaquia | 6-2  | Chipre     | 2-1 | 3-1    |
| Austria    | 3-3  | Suiza      | 1-1 | 2-2    |

## Grupo 3
Los partidos se jugaron en Portugal del 3 al 7 de marzo de 2001.
| País      | J | G | E | P | GF | GC | Pts |
| --------- | - | - | - | - | -- | -- | --- |
| Bélgica   | 2 | 1 | 1 | 0 | 1  | 0  | 4   |
| Portugal  | 1 | 1 | 0 | 1 | 4  | 1  | 3   |
| Macedonia | 2 | 0 | 1 | 1 | 0  | 4  | 1   |

| Equipo 1  | Resultado | Equipo 2  |
| --------- | --------- | --------- |
| Portugal  | 4-0       | Macedonia |
| Macedonia | 0-0       | Bélgica   |
| Bélgica   | 1-0       | Portugal  |

## Grupo 4
Los partidos se jugaron en Budapest, Hungría del 25 al 29 de septiembre.
| País       | J | G | E | P | GF | GC | Pts |
| ---------- | - | - | - | - | -- | -- | --- |
| Hungría    | 2 | 1 | 1 | 0 | 3  | 1  | 4   |
| Yugoslavia | 2 | 1 | 1 | 0 | 2  | 1  | 4   |
| Dinamarca  | 2 | 0 | 0 | 2 | 0  | 3  | 0   |

| Equipo 1   | Resultado | Equipo 2   |
| ---------- | --------- | ---------- |
| Yugoslavia | 1-0       | Dinamarca  |
| Hungría    | 1-1       | Yugoslavia |
| Dinamarca  | 0-2       | Hungría    |

## Grupo 5
Los partidos se jugaron en Grecia del 22 al 26 de octubre.
| País      | J | G | E | P | GF | GC | Pts |
| --------- | - | - | - | - | -- | -- | --- |
| Croacia   | 2 | 2 | 0 | 0 | 7  | 1  | 6   |
| Grecia    | 2 | 1 | 0 | 1 | 6  | 7  | 3   |
| Eslovenia | 2 | 0 | 0 | 2 | 2  | 7  | 0   |

| Equipo 1  | Resultado | Equipo 2  |
| --------- | --------- | --------- |
| Eslovenia | 0-2       | Croacia   |
| Grecia    | 5-2       | Eslovenia |
| Croacia   | 5-1       | Grecia    |

## Grupo 6
Los partidos se jugaron en Italia del 6 al 10 de marzo de 2001.
| País                 | J | G | E | P | GF | GC | Pts |
| -------------------- | - | - | - | - | -- | -- | --- |
| Italia               | 3 | 3 | 0 | 0 | 13 | 0  | 9   |
| República Checa      | 3 | 1 | 1 | 1 | 3  | 4  | 4   |
| Bulgaria             | 3 | 1 | 0 | 2 | 1  | 7  | 3   |
| Bosnia y Herzegovina | 3 | 0 | 1 | 2 | 1  | 7  | 1   |

| Equipo 1             | Resultado | Equipo 2             |
| -------------------- | --------- | -------------------- |
| Bulgaria             | 0-2       | República Checa      |
| Italia               | 5-0       | Bosnia y Herzegovina |
| Bosnia y Herzegovina | 1-1       | República Checa      |
| Italia               | 5-0       | Bulgaria             |
| República Checa      | 0-3       | Italia               |
| Bosnia y Herzegovina | 0-1       | Bulgaria             |

## Grupo 7
Los partidos se jugaron en Israel del 5 al 9 de marzo de 2001.
| País     | J | G | E | P | GF | GC | Pts |
| -------- | - | - | - | - | -- | -- | --- |
| Alemania | 3 | 3 | 0 | 0 | 8  | 3  | 9   |
| Israel   | 3 | 1 | 1 | 1 | 8  | 6  | 4   |
| Armenia  | 3 | 1 | 0 | 2 | 4  | 8  | 3   |
| Moldavia | 3 | 0 | 1 | 2 | 4  | 7  | 1   |

| Equipo 1 | Resultado | Equipo 2 |
| -------- | --------- | -------- |
| Armenia  | 1-2       | Alemania |
| Israel   | 2-2       | Moldavia |
| Armenia  | 1-5       | Israel   |
| Moldavia | 1-3       | Alemania |
| Alemania | 3-1       | Israel   |
| Moldavia | 1-2       | Armenia  |

## Grupo 8
Los partidos se jugaron en Ploesti, Rumania del 6 al 10 de octubre.
| País    | J | G | E | P | GF | GC | Pts |
| ------- | - | - | - | - | -- | -- | --- |
| Rumania | 2 | 2 | 0 | 0 | 9  | 0  | 6   |
| Georgia | 2 | 1 | 0 | 1 | 1  | 5  | 3   |
| Albania | 2 | 0 | 0 | 2 | 0  | 5  | 0   |

| Equipo 1 | Resultado | Equipo 2 |
| -------- | --------- | -------- |
| Albania  | 0-4       | Rumania  |
| Georgia  | 1-0       | Albania  |
| Rumania  | 5-0       | Georgia  |

## Grupo 9
Los partidos se jugaron en Manisa, Turquía del 5 al 9 de marzo de 2001.
| País    | J | G | E | P | GF | GC | Pts |
| ------- | - | - | - | - | -- | -- | --- |
| Turquía | 2 | 2 | 0 | 0 | 5  | 1  | 6   |
| Ucrania | 2 | 1 | 0 | 1 | 6  | 2  | 3   |
| Malta   | 2 | 0 | 0 | 2 | 0  | 8  | 0   |

| Equipo 1 | Resultado | Equipo 2 |
| -------- | --------- | -------- |
| Turquía  | 3-0       | Malta    |
| Ucrania  | 1-2       | Turquía  |
| Malta    | 0-5       | Ucrania  |

## Grupo 10
Los partidos se jugaron en Serravalle, San Marino del 19 al 23 de octubre.
| País       | J | G | E | P | GF | GC | Pts |
| ---------- | - | - | - | - | -- | -- | --- |
| Rusia      | 2 | 2 | 0 | 0 | 8  | 1  | 6   |
| Azerbaiyán | 2 | 1 | 0 | 1 | 5  | 4  | 3   |
| San Marino | 2 | 0 | 0 | 2 | 0  | 8  | 0   |

| Equipo 1   | Resultado | Equipo 2   |
| ---------- | --------- | ---------- |
| San Marino | 0-4       | Azerbaiyán |
| Azerbaiyán | 1-4       | Rusia      |
| Rusia      | 4-0       | San Marino |

## Grupo 11
Los partidos se jugaron en Países Bajos del 26 al 30 de septiembre.
| País         | J | G | E | P | GF | GC | Pts |
| ------------ | - | - | - | - | -- | -- | --- |
| Países Bajos | 3 | 2 | 1 | 0 | 12 | 3  | 7   |
| Bielorrusia  | 3 | 2 | 0 | 1 | 6  | 6  | 6   |
| Islandia     | 3 | 1 | 1 | 1 | 9  | 7  | 4   |
| Islas Feroe  | 3 | 0 | 0 | 3 | 3  | 14 | 0   |

| Equipo 1     | Resultado | Equipo 2     |
| ------------ | --------- | ------------ |
| Bielorrusia  | 1-0       | Islas Feroe  |
| Islandia     | 1-1       | Países Bajos |
| Bielorrusia  | 3-2       | Islandia     |
| Islas Feroe  | 0-7       | Países Bajos |
| Países Bajos | 4-2       | Bielorrusia  |
| Islandia     | 6-3       | Islas Feroe  |

## Grupo 12
Los partidos se jugaron en Riga, Letonia del 27 al 31 de octubre.
| País    | J | G | E | P | GF | GC | Pts |
| ------- | - | - | - | - | -- | -- | --- |
| España  | 2 | 2 | 0 | 0 | 3  | 0  | 6   |
| Letonia | 2 | 0 | 1 | 1 | 0  | 1  | 1   |
| Irlanda | 2 | 0 | 1 | 1 | 0  | 2  | 1   |

| Equipo 1 | Resultado | Equipo 2 |
| -------- | --------- | -------- |
| Irlanda  | 0-0       | Letonia  |
| Letonia  | 0-1       | España   |
| España   | 2-0       | Irlanda  |

## Grupo 13
Los partidos se jugaron en Vantaa, Finlandia del 25 al 29 de septiembre.
| País              | J | G | E | P | GF | GC | Pts |
| ----------------- | - | - | - | - | -- | -- | --- |
| Finlandia         | 2 | 1 | 1 | 0 | 3  | 1  | 4   |
| Lituania          | 2 | 0 | 2 | 0 | 2  | 2  | 2   |
| Irlanda del Norte | 2 | 0 | 1 | 1 | 1  | 3  | 1   |

| Equipo 1          | Resultado | Equipo 2          |
| ----------------- | --------- | ----------------- |
| Finlandia         | 2-0       | Irlanda del Norte |
| Irlanda del Norte | 1-1       | Lituania          |
| Lituania          | 1-1       | Finlandia         |

## Grupo 14
Los partidos se jugaron en Escocia del 19 al 23 de marzo de 2001.
| País    | J | G | E | P | GF | GC | Pts |
| ------- | - | - | - | - | -- | -- | --- |
| Escocia | 2 | 1 | 1 | 0 | 1  | 0  | 4   |
| Noruega | 2 | 1 | 0 | 1 | 2  | 1  | 3   |
| Gales   | 2 | 0 | 1 | 1 | 0  | 2  | 1   |

| Equipo 1 | Resultado | Equipo 2 |
| -------- | --------- | -------- |
| Escocia  | 0-0       | Gales    |
| Gales    | 0-2       | Noruega  |
| Noruega  | 0-1       | Escocia  |

## Grupo 15
Los partidos se jugaron en Valga, Estonia del 2 al 6 de octubre.
| País    | J | G | E | P | GF | GC | Pts |
| ------- | - | - | - | - | -- | -- | --- |
| Polonia | 2 | 1 | 1 | 0 | 4  | 2  | 4   |
| Suecia  | 2 | 1 | 1 | 0 | 3  | 1  | 4   |
| Estonia | 2 | 0 | 0 | 2 | 1  | 5  | 0   |

| Equipo 1 | Resultado | Equipo 2 |
| -------- | --------- | -------- |
| Estonia  | 0-2       | Suecia   |
| Suecia   | 1-1       | Polonia  |
| Polonia  | 3-1       | Estonia  |